# Xesco Boix
Francesc Boix i Masramon, Xesco Boix (Barcelona, 3 de febrer de 1946 - Malgrat de Mar, 21 de juliol de 1984), fou un músic, animador i cantant català de folk i de cançó infantil. Era pedagog i mestre de professió i va treballar com a comunicador, especialment per a un públic infantil.

## Biografia
Els seus avis van ser Josep Maria Boix i Raspall i Josep Maria Masramon i Vilalta. Era fill del poeta Josep Maria Boix i Selva i de Xita (Conxita) Masramon de Ventós-Mir i nebot de Maur M. Boix i Selva i de Joaquim Masramon de Ventós. Els Boix-Masramon van tenir cinc fills, dues noies: Maria del Tura i Elisenda, i tres nois: Josep Maria Zum, en Francesc (Xesco) i en Joan Boix.

### Inicis i trajectòria musical
De petit, va estudiar al col·legi Sant Ignasi dels jesuïtes, on li va resultar difícil adaptar-se. Va pertànyer al moviment escolta, de la mà de Mn. Antoni Batlle, el gran impulsor i introductor de l'escoltisme a Catalunya, de qui va aprendre un munt de cançons que inclogué en el seu repertori habitual. Primer va estar al Casal de Montserrat i després a l'agrupament Sant Benet de Sarrià. D'adolescent també va cantar a la Coral Sant Jordi.
Va ser als Estats Units amb una beca d'estudis amb el seu germà Joan Boix i l'Eduard Estivill. Entrà en contacte amb el moviment hippy i la música Folk. Va veure actuacions de grups com Beach Boys, Bob Dylan, Peter, Paul and Mary i Joan Baez, entre d'altres.
Molt influït per la música folk nord-americana fundà amb un conjunt de cantants i grups el Grup de Folk (1966), que adaptà temes dels EUA i en creà de nous. Després formà el grup Ara va de bo (1971), que es va centrar en la cançó infantil, tot recuperant temes populars catalans i creant-ne de nous. Tres anys després cantà en solitari, però vinculat als grups El Sac i Els Cinc Dits d'una Mà.
Enregistrà molts discos i cassets (trenta-cinc en total) i publicà deu llibres. Fou amic de Pete Seeger, del qual adaptà moltes peces, i un gran admirador de Woody Guthrie. La seva obra és molt valorada pels educadors i els animadors.
El 29 de març de 1980 es va casar amb Montserrat Pi, amb qui tindria el seu únic fill l'Arnau Boix Pi, nascut el setembre de 1981.
Xesco Boix fou un personatge valent i compromès amb el seu país i la seva llengua que gaudí d'una enorme popularitat en el món de l'animació infantil i de la música folk. Al llarg de la seva vida, tanmateix, patí diverses crisis de malaltia depressiva que finalment el portaren a llevar-se la vida el 21 de juliol de 1984. La seva pèrdua commocionà el món cultural català.

## Discografia
- Espirituals Negres (amb Jaume Arnella)
- Bella Ciao
- Festival folk (Grup de Folk)
- Folk 5 (Grup de Folk)
- Canciones Folk
- Ara va de bo
- Uni, dori. Ara va de bo I
- Cavallet de Cartró. Ara va de bo II
- 1973, Pere Poma. Ara va de bo III
- 1974, El Gripau Blau. Ara va de bo IV
- Bon vent i barca nova
- Bon vent i que duri
- Cançons Folk (amb Jordi Pujol)
- Sopa de Pedres
- La Flor Romanial
- La Rueda 2
- Salta Miralta
- 5 Formigues fan + que 4 elefants
- 1980, Rondalla ve, mentida explica
- El Flautista d'Hamelí
- Bon vent ve
- Bon vent se'n va
- Potser sí, potser no
- La volta al món en 12 cançons
- La vuelta al mundo en 12 canciones
- Els contes de l'avi
- Cuentos del abuelo
- 1983, 1, 2, 3, salta pagès
- Caga Tió
- Cantant, cantant les penes se'n van
- Tanca la tele, tanoca!
- Cierra la tele, zoquete!
- Som de pas (Els Cinc Dits d'una Mà)
- La bicicleta

## Galeria d'imatges

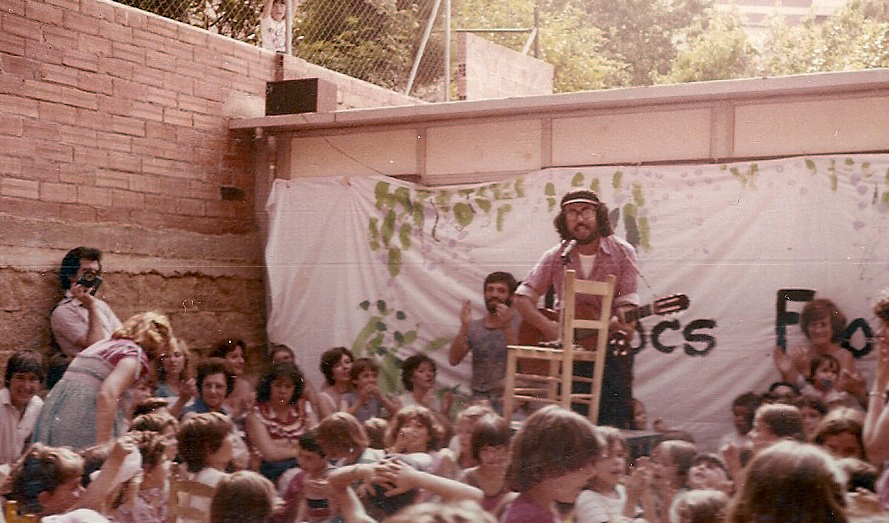
Xesco Boix durant una actuació a l'escola Àngels Garriga de Barcelona.
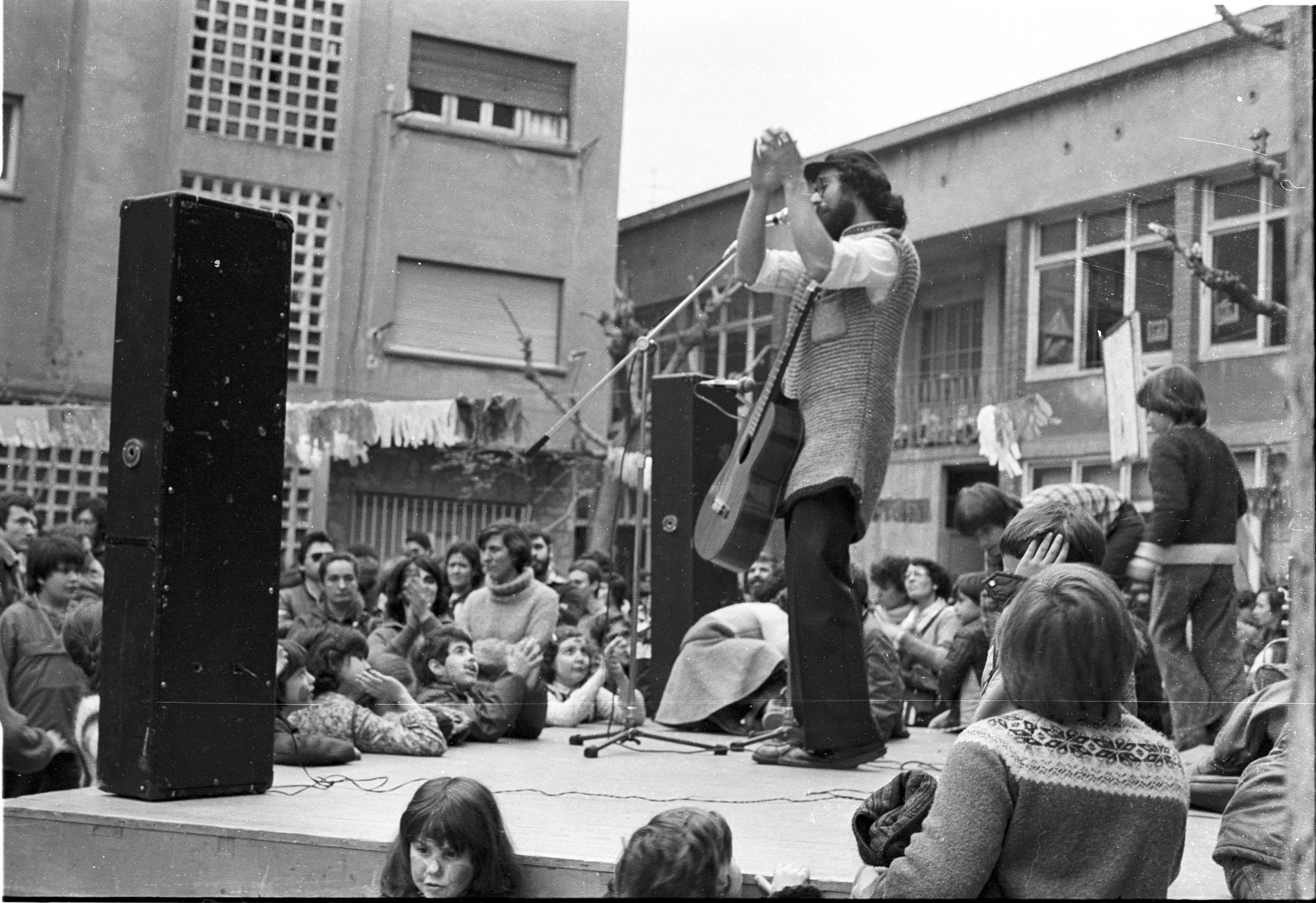
1979, Xesco Boix a l'escola Pompeu Fabra de Barcelona (barri del Congrés)